# Jan Simonsen

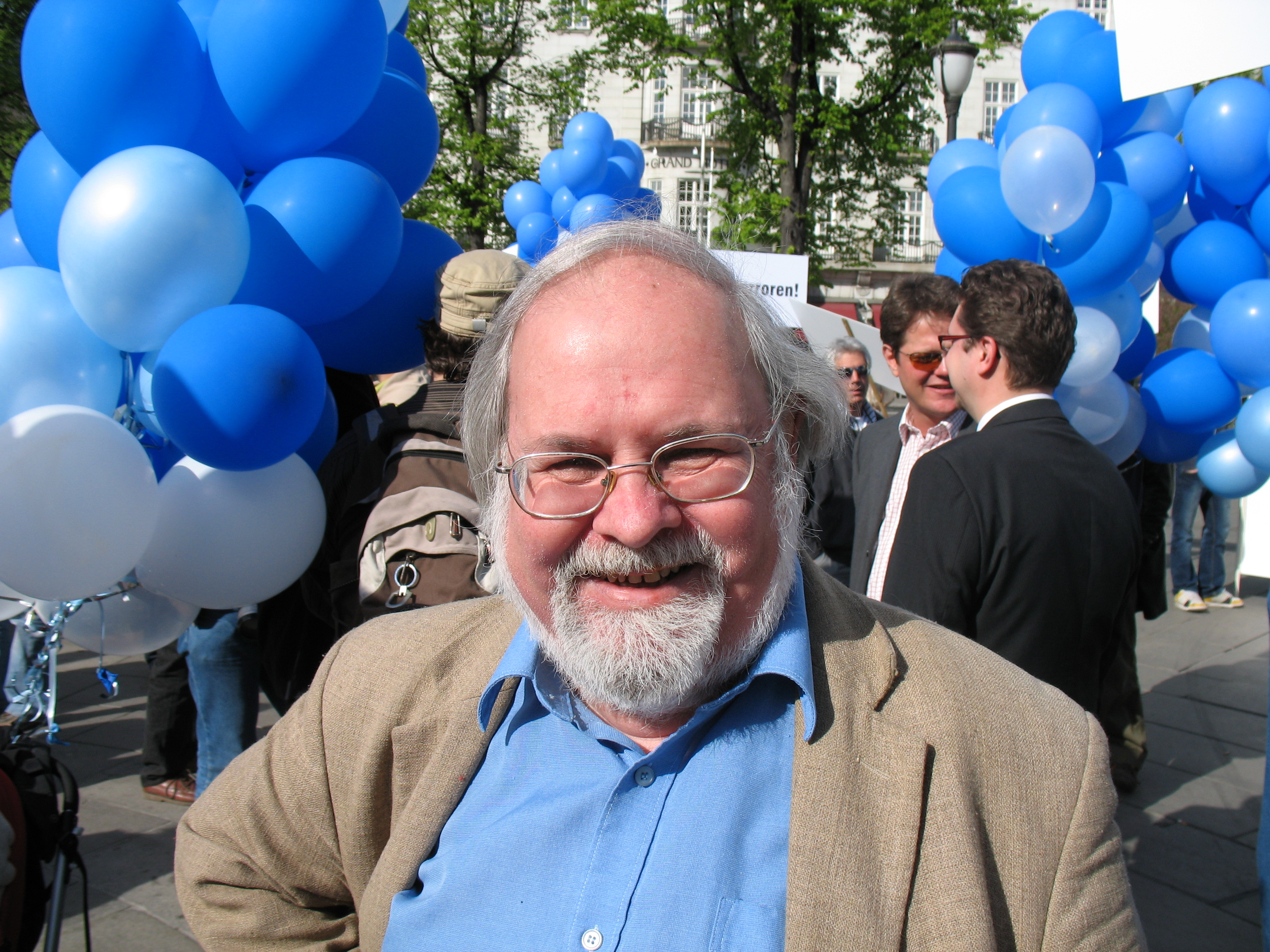
Jan Simonsen (2006)

Jan Simonsen (* 3. März 1953 in Stavanger; † 12. August 2019) war ein norwegischer Politiker. Zwischen 1979 und 1983 war er Abgeordneter im Stadtrat von Stavanger. Er war von 1989 bis 2005 Mitglied des norwegischen Parlaments Storting. Simonsen wurde für die Fortschrittspartei gewählt, wurde aber im Herbst 2001 aus der Partei ausgeschlossen. 2002 schloss er sich der einwanderungsfeindlichen Kleinstpartei Demokraten an. 2003 geriet er in die Kritik, als er George W. Bush und Tony Blair aufgrund ihrer Irakpolitik für den Friedensnobelpreis vorschlug.
Jan Simonsen studierte Sozialwissenschaft und Geschichte an der Distriktshochschule in Rogaland (heute Universität Stavanger). Er war unverheiratet und arbeitete bis zu seinem Tod im August 2019 als freier Journalist und Buchautor.
Sein Zwillingsbruder Åge Simonsen ist Zoologe und Politiker der Sosialistisk Venstreparti.

## Bibliografie
- Ikke Helt A-4 (2001) (deutsch Not Quite A-4) (2001), Autobiographie.
- Guttene fra Yorkstrasse (deutsch Die Jungs von der Yorkstraße) (2005), Roman.
- Døden på Stortinget (deutsch Der Tod des Parlaments) (2007), Kriminalroman.
- Høyresidens frihetsaktivister (deutsch Rechte Freiheitsaktivisten) (2009), Nonfiction.